# كأس تونس للكرة الطائرة للرجال 2015–16
كأس تونس للكرة الطائرة للرجال 2015-2016 هو الموسم رقم 60 من كأس تونس للكرة الطائرة للرجال.

فاز بهذا الموسم النجم الرياضي الساحلي.

## روابط خارجية
- الموقع الرسمي للجامعة التونسية للكرة الطائرة.